# Infarkt
Et infarkt er en vævsdød (nekrose) som følge af manglende ilttilførsel (hypoxi) på baggrund af utilstrækkeligt blodtilførsel (Iskæmi). Overfor infarktet står infarceringer, hvorved årsagen for hypoxien er manglende mulighed for afløb.
Begrebet infarkt (eller lat. infarctus) betyder 'stoppet til' og er afledt af det latinske begreb farcire ~'stoppe til'.
Infarkt bruges som regel som medicinsk begreb for tilstande med risiko for vævsdød (nekrose), fordi en endearterie ikke tilføres blod. En endearterie er en pulsåre (arterie), som ikke kan aflastes via andre parallelle arterier (anastomoser). Følgende kropsdele forsynes via endarterier og kan således blive ramt af en infarkt: hjernen, hjertet, lungerne, milten, nyrerne og tarmen.
Blodprop er den hyppigste årsag til infarkt.
Infarkt bruges som regel til at beskrive et hjerteinfarkt (myokardieinfarkt).
Medfører infarktet ikke patientens død, vil der dannes arvæv på de områder, der er ramt af nekrosen, og organets funktion vil være nedsat.
Den største foranderlige risikofaktor for infarkt er rygning.